# Polyphony Digital
Polyphony Digital es una empresa de desarrollo de videojuegos, que forma parte de Sony Computer Entertainment y del recién creado SCE Worldwide Studios. Anteriormente era conocida como Polys Entertainment, pero después del éxito de Gran Turismo se les permitió tener más autonomía y cambiaron su nombre a Polyphony Digital.
El estudio es más conocido por su saga de juegos de carreras Gran Turismo. Liderada por Kazunori Yamauchi, Gran Turismo se ha convertido en uno de los juegos de carreras más exitosos para PlayStation. Esta ha sido enfocada en ofrecer un sentido de simulación a los juegos de carreras, permitiendo a los jugadores experimentar la conducción de automóviles que una persona normal nunca tendrá la oportunidad de hacerlo en la vida real.

## Juegos desarrollados

### PlayStation
- Gran Turismo
- Gran Turismo 2
- Motor Toon Grand Prix
- Motor Toon Grand Prix 2
- Omega Boost

### PlayStation 2
- Gran Turismo 3: A-spec
- Gran Turismo 4
- Gran Turismo 4 Prologue
- Gran Turismo 4 Toyota MTRC Version
- Gran Turismo 4 Toyota Prius Edition
- Gran Turismo 4: Nissan 350Z Limited Edition
- Gran Turismo Concept 2001 Tokyo
- Gran Turismo Concept 2002 Tokyo-Seoul
- Gran Turismo Concept: 2002 Tokyo-Geneva
- Gran Turismo for Boys
- Tourist Trophy

### PlayStation 3
- Gran Turismo HD Concept
- Gran Turismo 5
- Gran Turismo 5 Prologue
- Gran Turismo 6

### PlayStation Portable
- Gran Turismo Portable

### PlayStation 4
- Gran Turismo Sport
- Gran Turismo 7

### PlayStation 5
- Gran Turismo 7
- My First Gran Turismo

### Otros proyectos
Polyphony Digital se ha visto envuelta en proyectos de automovilismo en el mundo real. Han desarrollado versiones especiales de "Gran Turismo" para muchas escuderías para la demostración en el terreno de sus coches. Nissan también comisionó para ellos un diseño especial para la carrocería de su Nissan 350Z, el cual apareció por primera vez en "GT Concept: 2002 Tokyo-Geneva" como el "Nissan 350Z Gran Turismo Aero", el cual más tarde se volvería "Fairlady Z NISMO S-Tune Concept by GRAN TURISMO" en "Gran Turismo 4". También hubo una versión más rápida del "Z-Tune" con revisiones menores en su estilo y 400PS. El "S-Tune" se vendió más tarde por NISMO como un paquete de tuneo  para dueños que tuvieran ya el producto. 
En el 2007, fueron contratados para diseñar el nuevo Nissan GT-R.
Seiichi Ikiuo de Polyphony Digital trabajó en múltiples juegos previo a su participación en la saga, en juegos como: The Legend of Dragoon, Everybody´s Golf 2, la versión japonesa de Roll Away y el Crash Bandicoot original, todos ellos para la PS1.

## Reconocimientos
En el 2012, IGN colocó a Polyphony Digital como el puesto 24 en su lista de las mejores desarrolladoras de todos los tiempos. En marzo del año 2015, en GamesTM, la compañía fue señalada  como la número 24 en la lista de las "mejores 50 desarrolladoras del mundo".
En el 2014, Polyphony Digital hizo una alianza a largo plazo con la FIA para publicar un juego oficial de la FIA Online Championship para el 2015.